# Überleben in New York
Überleben in New York ist ein Dokumentarfilm von Rosa von Praunheim aus dem Jahr 1989. 

## Handlung
Rosa von Praunheim folgt dem Leben und Existenzkampf von drei recht gegensätzlichen deutschen Auswanderinnen in New York City. Die Protagonistinnen erzählen nicht nur aus ihrem aufregenden Leben in der hektischen Metropole, sondern auch während der Dreharbeiten ereignet sich viel Dramatisches im Leben der Frauen und geht in den Film ein.

## Notizen
Der TV- und Kinofilm hatte seine Uraufführung 1989 bei den Internationalen Hofer Filmtagen und wurde unter anderem 1990 bei den Internationalen Filmfestspielen von Berlin gezeigt. Im Fernsehen wurde der Film erstmals 1991 im WDR ausgestrahlt. Überleben in New York wird bis heute auf Festivals programmiert, zum Beispiel 2010 beim Internationalen Independent-Film Festival Buenos Aires und 2020 beim Max Ophüls Preis in Saarbrücken.
20 Jahre nach der Fertigstellung des Films drehte von Praunheim die Fortsetzung New York Memories (2010).
Von Praunheims Dokumentarfilm Überleben in Neukölln (2017) lehnt sich an den Titel von 1989 an.

## Rezeption
Rosa von Praunheims bislang kommerziell erfolgreichster Kinofilm wurde auch von der Kritik hoch gelobt: „Herb, voller Energie: einer von ‚Rosas Hits‘.“ (Cinema, 1989) „Ein Muss für alle, die nach New York kommen, um sich neu zu erfinden!“ (The New York Transatlantic) Die Deutsche Kinemathek schrieb: „Mit den Mitteln des Dokumentarfilms gestaltete Frauenporträts in einer Stadt, die ihre Bewohner wie hypnotisiert in ihren Bann zieht, um ihnen dann nur die Chance des »Überlebens« zu geben. Hervorragend fotografiert.“ Auch die Kritiker der New York Times äußerten sich begeistert, nicht nur darüber, wie authentisch der Regisseur seine Protagonistinnen filmisch eingefangen hat, sondern auch New York City: „Die Extreme, die Widersprüche, die Grausamkeit, die Freundlichkeit.“